# Dopravna D3

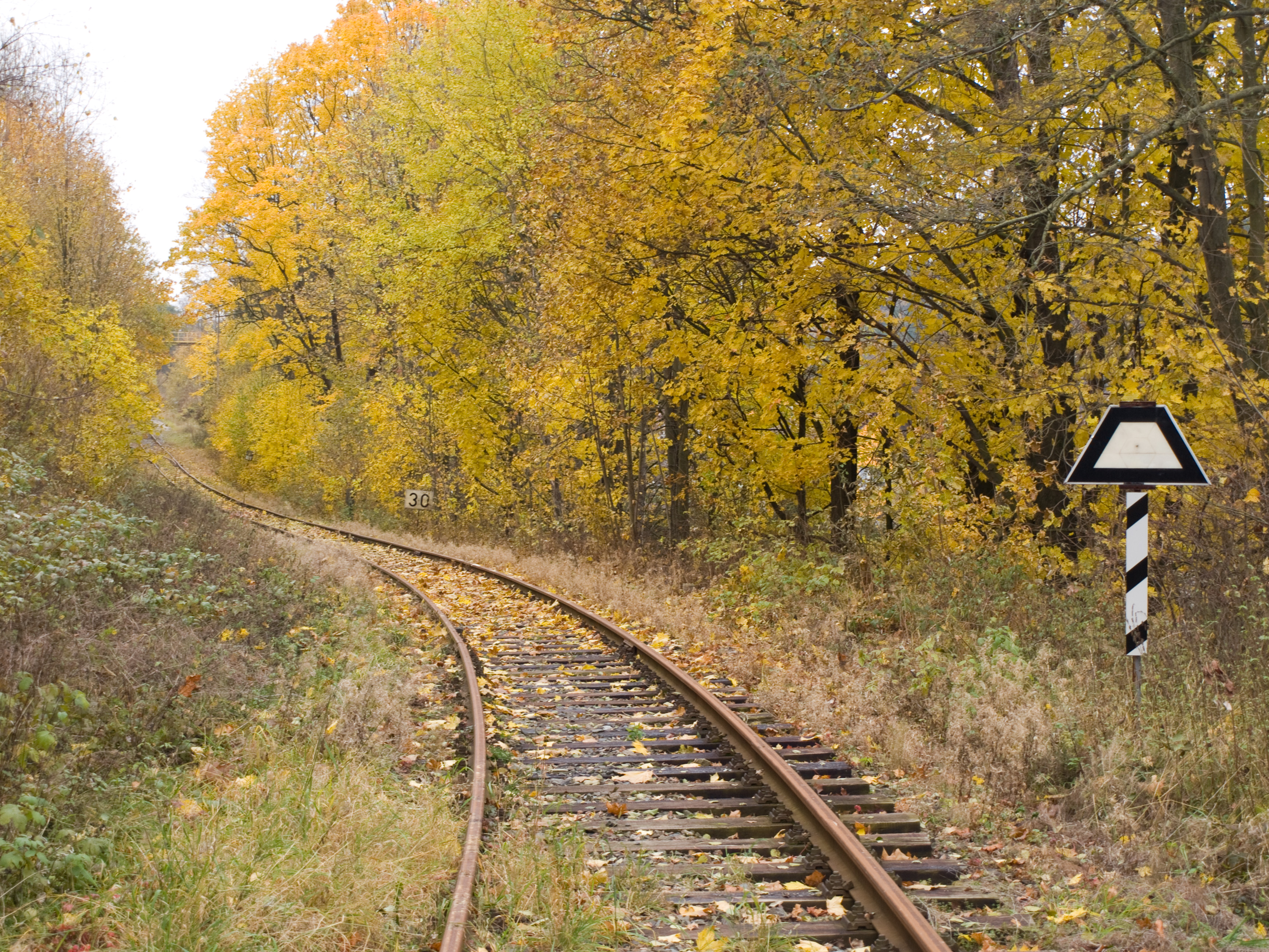
Lichoběžníková tabulka před dopravnou Malá Morávka

Dopravna D3 je v českém železničním provozu na tratích provozovaných Správou železnic označení pro dopravny na tratích se zjednodušeným řízením drážní dopravy podle předpisu SŽ D3 (tzv. tratích D3). Tyto dopravny nejsou obsazeny dopravním personálem (např. výpravčím) ani vybaveny proměnnými návěstidly a souhlas s jízdou je získáván jiným způsobem. Různé obdoby tohoto způsobu řízení drážní dopravy existují i v jiných zemích. Hranici dopravny D3 označuje neproměnné návěstidlo „Lichoběžníková tabulka“.
Historicky i z hlediska běžného jazyka jsou tato místa zpravidla nazývána nádražími či železničními stanicemi stejně jako ty železniční stanice, které jimi jsou i podle aktuálních železničních předpisů. Pokud je taková dopravna určena i k nástupu nebo výstupu cestujících, je v přepravním řádu zahrnuta pod legislativní zkratku stanice, která zahrnuje stanice a zastávky. Zákon o drahách 266/1994 Sb. používá pojem stanice, alternativně též zastávka, aniž by pro podobné funkce připouštěl či zmiňoval nějaký typ dopravny, který by nebyl ani stanicí, ani zastávkou. Dopravna D3 může být jak s kolejovým rozvětvením, tak bez kolejového rozvětvení. Obecně závazná drážní legislativa ani provozní předpis SŽ D3 vztah mezi pojmem „dopravna D3“ a pojmy „stanice“ či „zastávka“ explicitně neřeší, předpis D3 však termín dopravna D3 používá tak, jako by dopravna D3 stanicí ani zastávkou nebyla, a zastávku zmiňuje jako jedno z míst na širé trati, které není dopravnou. Dopravní řád drah, tj. vyhláška č. 173/1995 Sb., v § 19 v souvislosti se zjednodušeným řízením drážní dopravy zmiňuje „stanovené dopravny“, tj. předem stanovené dopravny, kde se vlaky křižují nebo předjíždějí a které nejsou trvale obsazeny osobami řídícími drážní dopravu, avšak nijak se nezabývá otázkou, zda taková dopravna je nebo může být stanicí. Dopravní řád drah v § 1 definuje stanici jako dopravnu s kolejovým rozvětvením, u dráhy speciální i bez kolejového rozvětvení, a se stanoveným rozsahem poskytovaných přepravních služeb, a zastávku jako označené místo na dráze, určené pro nástup a výstup cestujících do a z drážního vozidla, s omezeným rozsahem poskytovaných přepravních služeb, aniž by tyto definice vázal na způsob řízení dopravy v takovém místě. 